# Prowincja Toliara
Toliara – prowincja leżąca w południowo-zachodnim Madagaskarze, nad Oceanem Indyjskim. Graniczy od wschodu z prowincją Fianarantsoa, od północnego wschodu z prowincją Antananarywa a od północy z prowincją Mahajanga. Stolicą prowincji jest Toliara. Według danych z 2001 roku prowincja liczy 2 229 550 mieszkańców, co czyni ją 4. najbardziej zaludnioną prowincją w kraju. Powierzchnia prowincji wynosi 161 405 km² i jest największą prowincją w kraju.

## Podział administracyjny
Prowincja Toliara podzielona jest na 4 regiony i 21 dystryktów:
| - Region Androy: - 2. Dystrykt Ambovombe-Androy (Ambovombe) - 5. Dystrykt Bekily (Bekily) - 6. Dystrykt Beloha (Beloha) - 21. Dystrykt Tsiombe (Tsiombe) - Region Anosy: - 1. Dystrykt Amboasary (Amboasary) - 11. Dystrykt Betroka (Betroka) - 18. Dystrykt Tolanaro (Tolanaro) - Region Atsimo-Andrefana: - 3. Dystrykt Ampanihy (Ampanihy) - 4. Dystrykt Ankazoabo (Ankazoabo) - 8. Dystrykt Benenitra (Benenitra) - 9. Dystrykt Beroroha (Beroroha) - 10. Dystrykt Betioky (Betioky) - 15. Dystrykt Morombe (Morombe) - 17. Dystrykt Sakaraha (Sakaraha) - 19. Dystrykt wiejski Toliara - 20. Toliara - Region Menabe: - 7. Dystrykt Belon'i Tsiribihina (Belon'i Tsiribihina) - 12. Dystrykt Mahabo (Mahabo) - 13. Dystrykt Manja (Manja) - 14. Dystrykt Miandrivazo (Miandrivazo) - 16. Dystrykt Morondava (Morondava) |